# Шопоска, Марика
Марика Шопоска (род. 12 ноября 1989, Гавличкув-Брод, Восточночешский край) — чешская актриса театра, дубляжа и кино. Наиболее известна ролями Софии Баварской в фильме «Ян Гус (фильм, 2015)» и Житки в фильме «Я, Ольга Гепнарова».
Изучала музыку и драму в Пражской консерватории. Её первая роль в кино (Клаудия) была в сказке кинорежиссёра Зденека Зеленки «Богатые и бедные» 2005 года. В 2006 году она сыграла принцессу в сказке «Спящая красавица» того же режиссёра. В 2008 году Марика снялась в телесериале «Преступница Андель», а также в короткометражном фильме «Баба» режиссёра Зузаны Шпидловой, который выиграл секцию киношкол Каннского кинофестиваля.
В 2024 году, сыграла секретаршу Ярунку в фильме «Волны».
У Марики есть младший брат Антонио (род. 25 июля 2002), сыгравший в сериале Ulice.
Как актриса озвучивания наиболее часто работает с Кирой Найтли и Одри Хепберн.